# Kulusuk
Kulusuk  es un asentamiento en la municipalidad de Sermersooq, al este de Groenlandia. En enero de 2005, la habitaban un total de 310 personas. Se localiza más o menos en 65°34′N 37°11′O / 65.567, -37.183, en la Isla Kulusuk, en la que también se encuentra el Aeropuerto de Kulusuk, uno de los 6 aeropuertos internacionales de este país. En idioma groenlandés Kulusuk significa 'la barriga de un arao aliblanco'. 
Los habitantes de Kulusuk son poco comunes para un asentamiento inuit, pues allí viven muchos daneses debido al aeropuerto. Los servicios médicos son provistos por una enfermera danesa residente y un asistente local. La escuela, reconstruida hacia 2005, tiene alrededor de 70 alumnos y cuenta con muchos profesores y muy cualificados. Su iglesia fue construida por la tripulación de un navío danés que encalló en la costa cercana, y fue utilizado el material de la misma nave. Una réplica del buque todavía cuelga del órgano de la iglesia. El cementerio se encuentra a unos 200 m del centro del pueblo; sin embargo, no existen nombres en las cruces, en honor de la tradición inuit, que hacía poner el nombre de los fallecidos a los neonatos para seguir vivo otra generación. Hay una alta tasa de desempleo y muchos habitantes dependen del turismo, en lugar de la caza y la pesca. El pueblo cuenta con un hotel, homónimo al asentamiento, construido en 1999 y que es el punto de partida de turistas en busca de aventura.